# Храм Покрова Пресвятой Богородицы (Здыня)
 Памятник культуры Малопольского воеводства: регистрационный номер А-597 от  10 июня 1989 года.

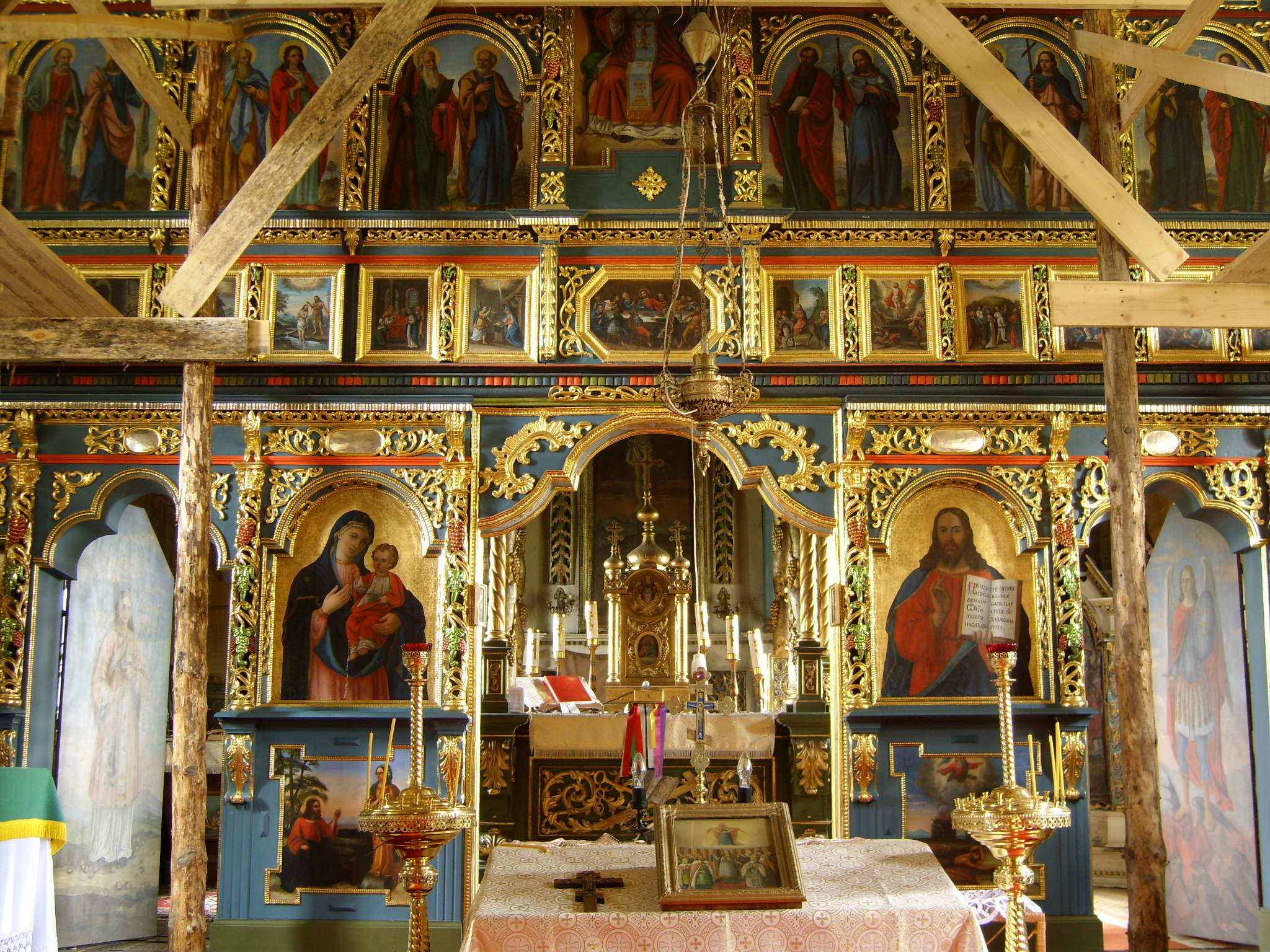
Иконостас

Храм Покрова Пресвятой Богородицы (пол. Cerkiew Opieki Matki Bożej) — православный храм, находящийся в селе Здыня, Горлицкий повят, Малопольское воеводство. Приход входит в Перемышльскую и Новосондентскую епархию Польской православной церкви. Храм находится на туристическом маршруте «Путь деревянной архитектуры». Архитектурный памятник Малопольского воеводства.

## История
Первое упоминание о храме относится к 1795 году. Первоначально храм был грекокатолическим.
После 1946 года, когда жители села, бывшие лемками, были переселены на западные территории Польши во время операции «Висла», храм был передан в государственную собственность. С 1956 года храм использовался одновременно римско-католической и православной общинами села Здыня.
10 июня 1989 года храм Покрова Пресвятой Богородицы был внесён в список архитектурных памятников Малопольского воеводства (№ А-597).
17 декабря 2009 года храм был передан в собственность Польской православной церкви.

## Описание
Деревянный храм построен в характерном для западнолемковской архитектуры трёхкупольном стиле. Над входом находится деревянная прямоугольная башня, которая увенчана латинским крестом. Внутри храма сохранился иконостас с элементами барокко, датируемый XVIII веком. Иконостас был отреставрирован в 2007 году. Внутренние стены храма покрыты полихромией.
Двор храма обнесён каменной стеной с входом, над которым находится деревянная звонница.

## Источник
- G. i Z. Malinowscy, E. i P. Marciniszyn, Ikony i cerkwie. Tajemnice łemkowskich świątyń, Carta Blanca, Warszawa 2009, ISBN 978-83-61444-15-2